# Trois jours avant Noël
Trois jours avant Noël (Deck the Halls) est un téléfilm de Noël canadien réalisé par Ron Underwood et diffusé aux États-Unis le 20 décembre 2011 sur TNT.

## Fiche technique
- Titre original : Deck the Halls
- Réalisation : Ron Underwood
- Scénario : Howard Burkons, d'après le roman de Mary Higgins Clark et Carol Higgins Clark
- Photographie : Attila Szalay
- Musique : Claude Foisy
- Société de production : Reunion Pictures, Frank von Zerneck Films
- Pays : États-Unis
- Durée : 90 minutes
- Date de diffusion :
  -  France : 17 décembre 2013 sur M6

## Distribution
- Kathy Najimy (VF : Francine Laffineuse) : Alvirah Meegan
- Eric Johnson : Jack Riley
- Scottie Thompson (VF : Colette Sodoyez) : Regan Reilly
- Hiro Kanagawa : Harry Saito
- Larry Miller : Willie Meehan
- Jane Alexander : Nora Regan Reilly
- Luciana Carro (VF : Mélanie Dermont) : Rosita Alvarado
- David Selby : Luke Reilly
- Robert Moloney (en) : Austin
- Tyrell Witherspoon : le patron du bar